# NK Travnik
Nogometni Klub Travnik jest bośniackim klubem piłkarskim z miasta Travnik. Został założony w 1922 roku. Obecnie występuje w Prva liga BiH.

## Osiągnięcia
- I liga Bośni i Hercegowiny: 2003, 2007.